# Adela Herrán
Adela Ana María Herrán Bonilla, más conocida como Adela Herrán de González (San José, 6 de febrero de 1861- 15 de abril de 1932) fue la primera dama de Costa Rica de 1906 a 1910 y de 1928 a 1932, al ser esposa de Cleto González Víquez.

## Biografía
Fue hija de Ramón Herrán López y Lastenia Bonilla Gutiérrez.  
Nieta del diplomático francés Jean Víctor Herrán, cursó estudios en el Liceo de Niñas de San José. Se casó en San José el 12 de mayo de 1889 con Cleto González Víquez, con quien tuvo ocho hijos: Odilie, Guillermo, Enrique, María Emilia, Fernando, Clemencia, Manuel Antonio y Adela González Herrán.
Mujer caritativa y dinámica, colaboró significativamente con varias organizaciones y actividades de beneficencia. Durante la primera administración de su esposo impulsó la fundación y desarrollo de una escuela nacional de cocina, bajo la inspección de la Secretaría de Instrucción Pública, con el propósito de proporcionar a las mujeres de escasos recursos un medio decoroso de ganarse la vida. La escuela se creó en 1906.

## Fallecimiento
Falleció en San José, poco antes de que concluyese la segunda administración de su esposo.